# Ardeyhöhe
Die Ardeyhöhe ist eine naturräumliche Einheit mit der Ordnungsnummer 3371.50 und umfasst den im Gegensatz zu den Südardeywänden (Ordnungsnummer 3371.51) flächenmäßig deutlich größeren Nordteil des Ardeygebirges zwischen dem südlichen Witten über den Nordteil von Herdecke (mit dem Ortsteil Ende in der offenen Ender Ausraummulde) und dem Schwerter Norden bis Aplerbeck. Die Höhen werden durch eine wellige Rückenhöhe gegliedert, die geologisch auf dem flözführenden Karbon basiert.
Zu dem Naturraum gehören der Hohenstein, das Einzugsgebiet des Borbachs, Schnee, die Bittermark, das Niederhofer Holz, der Schwerter Wald und die Aplerbecker Mark. Nördlich dacht sich das Rheinische Schiefergebirge, dessen Nordrand das Ardeygebirge darstellt, zu den Hellwegbörden (542) mit dem Naturraum Oberer Hellweg (542.2) ab. Südlich davon fallen die Südardeywände steil in das Hagener Ruhrtal (3372.10) im Hagener Tälerkessel (3372.1) ab. Im Osten gehen die Ardeyhöhen in die Schwerter Lößterrassen (542.311) und auf 200 m Höhe in den von Kreideschichten überdeckten Haarstrang über. Die Böden sind überwiegend mäßig entwickelte, basenarme Braunerden auf steinigen, lehmigsandigen Grund. Zur Haarhöhe hin und in den tieferen Flanken gehen sie zu Lößböden über.